# Andrea Riccardi

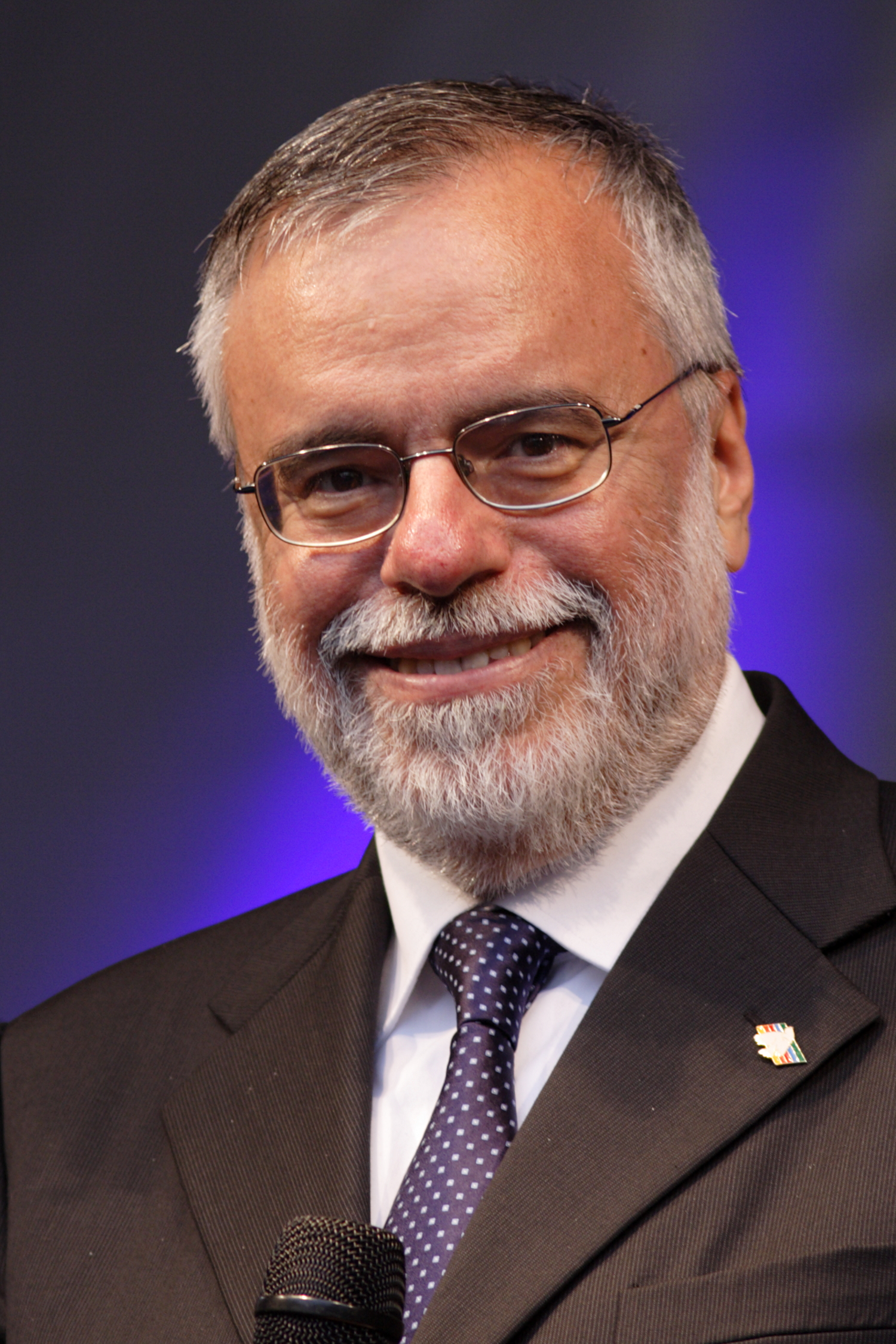
Riccardi in Aachen, 2009

Andrea Riccardi (* 16. Januar 1950 in Rom) ist ein italienischer Historiker und Gründer der katholischen Gemeinschaft Sant’Egidio.
Riccardi ist seit 1981 ordentlicher Professor für Neuere Geschichte, Geschichte des Christentums und Religionsgeschichte an der staatlichen „Universität Rom III“ (Università degli Studi Roma Tre) in Rom (Fakultät: Lettere e Filosofia). Im Jahr 2009 wurde ihm der Karlspreis der Stadt Aachen für seinen Einsatz gegen Armut und für Frieden verliehen.
Andrea Riccardi war vom 16. November 2011 bis 28. April 2013 in der Regierung des italienischen Ministerpräsidenten Mario Monti Minister (ohne Geschäftsbereich) mit einem Arbeitsauftrag für „Internationale Zusammenarbeit und Integration“. Am 22. März 2015 wurde er zum Präsidenten der Dante-Alighieri-Gesellschaft gewählt.

## Leben
Der Sohn eines Bankangestellten las in seiner Jugend Mao und Marx und kam zu dem Schluss, dass Glaube und Politik verbunden werden müssten.
Nach einem Studienabschluss in Rechtswissenschaften spezialisierte sich Riccardi auf Zeit- und Kirchengeschichte. Er lehrte zunächst an der Universität Bari und später an der Universität La Sapienza in Rom. Riccardi untersuchte die Beziehungen zwischen den unterschiedlichen religiösen Welten und das religiöse Zusammenleben, insbesondere im Mittelmeerraum des 19. und 20. Jahrhunderts, des Weiteren die Beziehungen zwischen Christentum, Kultur und Moderne im 20. Jahrhundert.

## Sant'Egidio und Friedensarbeit
Riccardi gründete 1968 als Gymnasiast die Gemeinschaft Sant’Egidio. Mit einigen seiner Freunde gab er Kindern in den Barackenvorstädten Roms kostenlos Nachhilfe. Abends traf man sich zum Gebet, ab 1974 in der Kirche Sant’Egidio (hl. Ägidius) in Trastevere. Daraus erwuchs eine katholische Basisgemeinde, die zuerst Kontakte zu den römischen Juden, Muslimen und Atheisten aufbaute, woraus schließlich ein internationales Netz erwuchs. Unter Johannes Paul II. fungierte Riccardi oft als verschwiegener Diplomat. 1982 versuchte er, im libanesischen Bürgerkrieg zu vermitteln und den Drusenführer Walid Dschumblat nach Rom einzuladen. Er wurde zwar von Soldaten festgenommen, erreichte aber, dass das Treffen in Rom tatsächlich zustande kam und die vertriebenen Christen zurückkehren konnten.
Andrea Riccardi war einer der vier offiziellen Vermittler bei den Friedensverhandlungen für Mosambik. Die Verhandlungen fanden auf Initiative der Gemeinschaft Sant’Egidio ab Juli 1990 in Rom statt und endeten erfolgreich mit der Unterzeichnung des Friedensvertrages am 4. Oktober 1992. Er setzt sich seit vielen Jahren für den Dialog und die Verständigung unter den Religionen und Kulturen ein, vor allem im Rahmen der Internationalen Friedenstreffen („Weltgebetstreffen“) der großen Weltreligionen in der Nachfolge des historischen Treffens von Papst Johannes Paul II. 1986 in Assisi.
Mit seiner Laiengemeinschaft engagiert sich Riccardi für soziale Belange, für den Frieden, Abschaffung der Todesstrafe, die Ökumene und den interreligiösen Dialog. 2008 nahm er als einer von 37 Auditoren (Zuhörern) an der Bischofssynode über das Wort Gottes teil. Im Januar 2011 wurde er von Papst Benedikt XVI. in den Päpstlichen Gesundheitsrat berufen. Papst Franziskus ernannte ihn am 18. Februar 2023 zum Konsultor des Dikasteriums für die Kultur und die Bildung.

## Ehrungen und Auszeichnungen
Für seine Friedensarbeit wurde er 2001 mit dem Notre Dame Award und dem Premi Internacional Catalunya ausgezeichnet. Er ist Mitglied des Ehrenschutzkomitees von Internationale Koordination für die Dekade für eine Kultur des Friedens und der Gewaltfreiheit für die Kinder der Welt (2001–2010). Riccardi wurde 2004 die Ehrendoktorwürde (Humane Letters) der Georgetown University (Washington DC, USA), 2005 die Ehrendoktorwürde der Katholisch-Theologischen Fakultät der Universität Augsburg und 2011 die der Theologischen Fakultät der Universität Freiburg i. Ue. verliehen. Vom Time Magazine wurde Riccardi im Jahr 2003 zu einem der „Heroes 2003 – Fighting Hate“ ernannt.
Riccardi wurde vom Karlspreiskomitee im Dezember 2008 der Karlspreis für das Jahr 2009 zuerkannt und am 21. Mai verliehen. Das Direktorium für den Karlspreis würdigte neben den zahlreichen Verdiensten insbesondere das herausragende Beispiel zivilgesellschaftlichen Engagements für ein menschliches und – innerhalb wie außerhalb seiner Grenzen – solidarisches Europa, für die Verständigung von Völkern, Kulturen und Religionen und für eine friedlichere und gerechtere Welt.
Im April 2016 wurde Riccardi an der Humboldt-Universität Berlin der Humanismus-Preis des Deutschen Altphilologenverbandes verliehen. Am 24. Mai 2019 wurde er mit der Friedens-Ehrenbürgerwürde der Stadt Assisi geehrt. 2020 verlieh ihm Bundespräsident Frank-Walter Steinmeier das Große Verdienstkreuz des Verdienstordens der Bundesrepublik Deutschland.

## Kritik
Der Journalist Sandro Magister schrieb 2003 unter Berufung auf ehemalige Mitglieder, Riccardi führe die von ihm gegründete Gemeinschaft Sant’Egidio in autoritärer Manier: Er bestimme, wer zum Priester berufen werde und erteile „Heiratsgenehmigungen“ für Gruppenmitglieder. Matthias Drobinski schrieb zu solchen Vorwürfen in der Süddeutschen Zeitung: „Er könne auch autoritär sein, sagen Kritiker, und wisse sehr wohl, wie man auch ohne Amt Einfluss nehmen könne. Na und, kontert Riccardi. Wenn es nur dem Frieden dient.“

## Publikationen in deutscher Sprache
- Unter dem Kreuz: geistliche Schriftlesung der vier Leidensgeschichten. EOS-Verlag, St. Ottilien 2002, ISBN 3-8306-7023-0
- Salz der Erde, Licht der Welt: Glaubenszeugnis und Christenverfolgung im 20. Jahrhundert. Herder, Freiburg im Breisgau 2002, ISBN 3-451-27421-3
- Gott hat keine Angst: die Kraft des Evangeliums in einer Welt des Wandels. Echter-Verlag, Würzburg 2003, ISBN 3-429-02581-8
- Der Präventivfriede: Hoffnungen und Gedanken in einer unruhigen Welt. Echter-Verlag, Würzburg 2005, ISBN 3-429-02701-2
- Die Kunst des Zusammenlebens. Kulturen und Völker in der globalisierten Welt. Echter-Verlag, Würzburg 2008, ISBN 978-3-429-02996-8
- Johannes Paul II. Die Biographie. Echter-Verlag, Würzburg 2012, ISBN 978-3-429-03412-2
- Franziskus – Papst der Überraschungen. Krise und Zukunft der Kirche. Echter Verlag, Würzburg 2014, ISBN 978-3-429-03670-6
- Die Peripherie. Ort der Krise und des Aufbruchs für die Kirche. Echter-Verlag, Würzburg 2017, ISBN 978-3-429-04321-6
- Der längste Winter. Die vergessene Geschichte der Juden im besetzten Rom 1943/44. Theiss 2017, ISBN 978-3-8062-3622-4 (auf Italienisch 2008 erschienen)[22]
- Das Herz wiederfinden. Beten mit dem Wort Gottes. Echter-Verlag, Würzburg 2021, ISBN 978-3-429-05585-1